# Cametá
Cametá è un comune del Brasile nello Stato del Pará, parte della mesoregione del Nordeste Paraense e della microregione di Cametá.
È sede vescovile cattolica.